# ハインリヒ2世 (ライン宮中伯)
ハインリヒ2世（Heinrich II. von Laach, 1050年頃 - 1095年10月23日）は、アルデンヌ＝ルクセンブルク家出身のライン宮中伯（在位：1085/7年 - 1095年）。

## 出自
ハインリヒ2世はおそらくモーゼルガウ伯フリードリヒの孫で、神聖ローマ皇帝ハインリヒ2世の妃クニグンデの甥の息子にあたると考えられている。ハインリヒの父親とされるディートリヒはモーゼルガウ伯フリードリヒの5男で、他の兄弟が記録に残されているのと対照的に、1012年と1057年に生存していたということしか分かっていない。ハインリヒはラーハー湖の南側の地域を相続し、その東岸にラーハ城を建設した。そのため、ハインリヒ・フォン・ラーハと言われる。
ハインリヒはマイエンガウおよびエンガースガウの伯であった。1080年にローマ王ハインリヒ4世と対立王ルドルフ・フォン・ラインフェルデンとの間で起こったエルスターの戦いにおいては、（従兄ヘルマン・フォン・ザルム以外の）他のルクセンブルク家親族と同様にハインリヒ4世側について戦った。また、ハインリヒは、対立王ヘルマン・フォン・ザルムとの争いにおいても、ハインリヒ4世を支持した。

## 宮中伯
最後のエッツォ家出身のロタリンギア宮中伯ヘルマン2世が死去した後、ハインリヒは1085年にヘルマン2世の寡婦であったアーデルハイト（ヴァイマール＝オーラミュンデ伯オットー1世の娘）と結婚した。アーデルハイトは持参金として宮中伯領をハインリヒにもたらした。宮中伯領の中心は南に移動し、ハインリヒ2世は「ライン宮中伯」と名乗った最初の宮中伯となった。1090年、ハインリヒはイタリアにいるハインリヒ4世の摂政となった。

## 後継者
アーデルハイトは最初にアスカニア家のバレンシュテット伯アーダルベルト2世と結婚していた。ハインリヒはアーデルハイトの初婚の息子ジークフリート1世を養子とした。ジークフリート1世はハインリヒの死後の1099年にライン宮中伯位を継承した。